# Złe mamuśki 2: Jak przetrwać święta
Złe mamuśki 2: Jak przetrwać święta (ang. A Bad Moms Christmas) – amerykański film komediowy z 2017 roku w reżyserii Scotta Moore’a i Jona Lucasa, wyprodukowany przez wytwórnię STXfilms. Kontynuacja filmu Złe mamuśki z 2016 roku. Główne role w filmie ponownie zagrały Mila Kunis, Kristen Bell i Kathryn Hahn.
Premiera filmu odbyła się w Stanach Zjednoczonych 1 listopada 2017. Dwa dni później, 3 listopada, obraz trafił do kin na terenie Polski.

## Fabuła
Film opisuje dalsze perypetie trzech zwariowanych mamusiek – Amy Mitchell (Mila Kunis), Carli Dunkler (Kathryn Hahn) i Kiki (Kristen Bell), które muszą uporać się ze świątecznymi wizytami własnych matek przed świętami Bożego Narodzenia. Przygotowując idealne święta dla swoich rodzin, muszą zmagać się z jeźdźcami Apokalipsy, czyli ich szacownymi mamusiami oraz strażniczkami rodzinnych tradycji – Ruth (Christine Baranski), Sandy (Cheryl Hines) i Isis (Susan Sarandon), które przyjechały w odwiedziny.

## Obsada
- Mila Kunis jako Amy Mitchell
- Kristen Bell jako Kiki
- Kathryn Hahn jako Carla Dunkler
- Christine Baranski jako Ruth
- Cheryl Hines jako Sandy
- Susan Sarandon jako Isis Dunkler
- Jay Hernández jako Jesse Harkness
- Justin Hartley jako Ty Swindle
- Peter Gallagher jako Hank
- Oona Laurence jako Jane Mitchell
- Emjay Anthony jako Dylan Mitchell
- Lyle Brocato jako Kent
- Wanda Sykes jako doktor Elizabeth Karl
- Christina Applegate jako Gwendolyn James

## Odbiór

### Box office
Z dniem 17 listopada 2017 film Złe mamuśki 2: Jak przetrwać święta zarobił łącznie $46.3 miliony dolarów w Stanach Zjednoczonych i Kanadzie, a $18.2 milionów w pozostałych państwach; łącznie $64.5 milionów, w stosunku do budżetu produkcyjnego $28 milionów.

### Krytyka w mediach
Film Złe mamuśki 2: Jak przetrwać święta spotkał się z mieszanymi recenzjami od krytyków. Agregujący recenzje filmowe serwis Rotten Tomatoes, w oparciu o osiemdziesiąt siedem omówień, okazał obrazowi 29-procentowe wsparcie (średnia ocena wyniosła 4,4 na 10). Na portalu Metacritic średnia ocen z 28 recenzji wyniosła 42 punkty na 100.